# Myiopharus assimilis
Myiopharus assimilis är en tvåvingeart som först beskrevs av Townsend 1919.  Myiopharus assimilis ingår i släktet Myiopharus och familjen parasitflugor.
Artens utbredningsområde är Peru. Inga underarter finns listade i Catalogue of Life.